# Eugen Kessler
Jenő Attila Kessler (* 23. Dezember 1939 in Turda, Königreich Rumänien), international als Eugen Kessler bekannt, ist ein rumänischer Biologe, Paläornithologe, Sachbuchautor und Hochschullehrer.

## Leben
Kessler arbeitete von 1955 bis 1958 als Porzellanmaler in einer Porzellanfabrik und machte anschließend seinen Abschluss im Brassai Sámuel Elméleti Líceum in Cluj-Napoca. Er absolvierte ein Lehrerstudium in den Lehrgängen Biologie und Geologie an der Babeș-Bolyai-Universität Cluj, das er 1963 abschloss. Zwischen 1963 und 1965 war er Lehrer in Felsőrákos. Von 1965 bis 1970 unterrichtete er an der Medizinischen Fakultät in Oradea und anschließend bis 1990 an der Grundschule 13. számú Általános Iskola. Von 1990 bis 1991 war er Lehrer am Ady Endre Líceum. 1991 wurde er Assistenzprofessor, 1994 außerordentlicher Professor und 1998 Professor an der Fakultät für Biologie und Geologie der Babeș-Bolyai-Universität Cluj. Er ist Dozent für Wirbeltierzoologie, Vergleichende Anatomie, Autopsie, Funktionelle Anatomie und Biomechanik, Ornithologie und Ethologie. 2002 ging er in den Ruhestand und ließ sich in Ungarn nieder. Seitdem ist er Dozent (Lehrgänge für angewandte Anatomie, Dinosaurier und prähistorische Vögel) am Institut für Paläontologie der Eötvös-Loránd-Universität.
1969 begann Kessler seine Forschungsarbeit unter der Leitung des Paläontologen Tibor Jurcsák als externer Mitarbeiter am Institut für Naturgeschichte am Muzeul Țării Crișurilor in Oradea. 1977 promovierte er an der Fakultät für Biologie der Universität Bukarest. Seine Forschungsinteressen umfassen die mesozoische, tertiäre und quartäre Avifauna Rumäniens und des Karpatenbeckens sowie den Ursprung und die Evolution von Vögeln.
Er veröffentlichte seine Ergebnisse in einer Reihe von Vorträgen sowie wissenschaftlichen und pädagogischen Artikeln. Das bedeutendste Ergebnis ist die Beschreibung dreier Vogeltaxa aus der unteren Kreidezeit aus einer Bauxitmine bei Cornet in der Nähe von Oradea. Er studierte Vogelknochenfunde an Standorten in Rumänien, Ungarn, der Republik Moldau, der Türkei, der Slowakei und Serbien.

## Liste der von Eugen Kessler beschriebenen Taxa (Auswahl)
- Palaeocursornithiformes
- Palaeocursornithidae
- Eurolimnornithidae
- Palaeocursornis mit der Art Palaeocursornis biharicus
- Eurolimnornis mit der Art Eurolimnornis corneti
- Cygnopterus neogradensis
- Tadorna minor
- Clangula matraensis
- Mergus minor
- Aythya denesi
- Gavia moldavica
- Miodytes mit der Art Miodytes serbicus
- Podiceps miocenicus
- Podiceps csarnotatus
- Rupelornis harmati
- Diomedea rumana
- Heliadornis minor
- Sarmatosula mit der Art Sarmatosula dobrogensis
- Morus olsoni
- Ciconia sarmatica
- Otis bessarabicus
- Heliornis sumeghensis
- Rallicrex litkensis
- Zapornia kretzoii
- Porzana matraensis
- Ortyxelos janossyi
- Tringa grigorescui
- Charadrius lambrechti
- Pandion pannonicus
- Glaucidium baranensis
- Cuculus pannonicus
- Eurystomus beremedensis
- Picus pliocaenicus
- Oriolus beremendensis
- Lanius schreteri
- Lanius capeki
- Lanius hungaricus
- Lanius major
- Lanius intermedius
- Corvus harkanyensis
- Corvus simionescui
- Parus robustus
- Parus parvulus
- Parus medius
- Sylvosimadaravis janossyi
- Calandrella gali
- Melanocorypha minor
- Lullula neogradensis
- Lullula minor
- Lullula parva
- Lullula minuscula
- Praealauda mit der Art Praealauda hevesensis
- Alauda tivadari
- Galerida cserhatensis

## Fachbücher
- Kessler Jenő. 1997. Ornitológia. Egyetemi tankönyv biológushallgatók számára. Stúdium Kiadó, Erdélyi Tankönyvtanács, Kolozsvár. ISBN 973-9258-30-1
- Kessler Jenő. 1998. Etológia. Stúdium Kiadó, Erdélyi Tankönyvtanács, Kolozsvár
- Kessler Jenő. 1998. A gerincesek rendszertana, törzsfejlődése és összehasonlító bonctana. Egyetemi tankönyv biológusok számára. Stúdium Kiadó, Erdélyi Tankönyvtanács, Kolozsvár. ISBN 973-9422-01-2
- Kessler Jenő & Kis Erika. 2000. Az emberi test anatómiája. Erdélyi Tankönyvtanács, Ábel Kiadó, Kolozsvár. ISBN 973-99814-9-6
- Kessler Jenő. 2012. Egy biológus eretnek gondolatai. Publio Kiadó, Budapest. ISBN 978-615-5275-10-4
- Kessler Jenő. 2013 Kárpát-medence madárvilágának őslénytani kézikönyve. Könyvműhely Kiadó, Miskolc. ISBN 978-963-08-5742-0
- Kessler Jenő. 2015. Dinoszauruszok és ősmadarak. Publio Kiadó, Budapest. ISBN 978-963-424-431-8

## Fachartikel
- Grigorescu, D. & Kessler, E. 1977. The Middle Sarmatian avian fauna of South Dobrogea. Revue Roumaine de Géologie, Géophysique et Géographie – Série de Géologie 21: 93–108.
- Grigorescu, D. & Kessler, E. 1980. A new specimen of Elopteryx nopcsai Andrews from the dinosaurian beds of Hațeg Basin. Revue Roumaine de Géologie, Géophysique et Géographie – Série de Géologie 24: 171–175.
- Grigorescu, D. & Kessler, E. 1988. New contributions to the knowledge of the Sarmatian birds from South Dobrogea in the frame of Eastern Paratethyan avifauna. Revue Roumaine de Géologie, Géophysique et Géographie – Série de Géologie 32: 91–97.
- Kessler, E. & Jurcsák, T. 1984. Fossil bird remains in the bauxite from Cornet (Romania, Bihor county). Travaux du Muséum d’Histoire naurelle „Grigore Antipa“ 25: 393–401.
- Kessler, E. & Jurcsák, T. 1986. New contributions to the knowledge of the Lower Cretaceous bird remains from Cornet (Romania). Travaux du Muséum d’Histoire naurelle „Grigore Antipa“ 27: 289–295.
- Kessler, E. & Gál, E. 1996. New taxa in the Neogene bird fauna from Eastern Paratethys. Studia Universitatis Babeș-Bolyai, Series Biologia 41/2: 73–79.
- Gál, E., Hír, J., Kessler, E., Kókay J., Mészáros, L. & Venczel, M. 1999. Middle Miocene fossils from Mátraszőlős 1. (Hungary). Nógrád Megyei Múzeumok Évkönyve 23: 41–48.
- Gál, E., Hír, J., Kessler, E., Kókay J., Mészáros, L. & Venczel, M. 2000. Középső-miocén ősmaradványok a Mátraszőlős, Rákóczi-kápolna alatti útbevágásból. II. A Mátraszőlős 2. lelőhely. Folia Historico Naturalia Musei Matraensis 24: 39–75.
- Dimitrijević, V., Gál, E. & Kessler, E. 2002. A new genus and new species of grebe (Podicipediformes, Aves) from the Early Miocene lake deposits of Valjevo Basin (Serbia). Fragmenta Palaeontologica Hungarica 20: 3–7.
- Kessler, E., Grigorescu, D. & Csiki, Z. 2005. Elopteryx revisited – a new bird-like specimen from the Maastrichtian of the Hateg Basin (Romania). Acta Palaeontologica Romaniae 5: 249–258.
- Kessler J. 2008. A Kárpát-medence madárvilágának kialakulása az évszázados madárőslénytani kutatások eredményeinek tükrében. Magyar Tudomány 2008/10: 1220–1227.
- Kessler, E. 2009. The oldest modern bird (Ornithurinae) remains from the Early Oligocene of Hungary. Fragmenta Palaeontologica Hungarica 27: 93–96.
- Kessler, E. & Hír, J. 2009. A new anserid species from the Neogene of Hungary. Fragmenta Palaeontologica Hungarica 27: 97–101.
- Kessler J. 2009. Madárevolúció: fajképződés, fajöltő, kihalás vagy változás? Magyar Tudomány 2009/5: 586–596.
- Kessler J. 2009. Új eredmények a Kárpát-medence neogén és negyedidőszaki madárvilágához, I. Földtani Közlöny 139/1: 67–82.
- Kessler J. 2009. Új eredmények a Kárpát-medence neogén és negyedidőszaki madárvilágához, II. Földtani Közlöny 139/3: 445–468.
- Kessler, E. & Venczel, M. 2009. Bird remains from the Middle Miocene of Subpiatră (W-Romania). Nymphaea 36: 27–36.
- Kessler J. 2010. Új eredmények a Kárpát-medence neogén és negyedidőszaki madárvilágához, III. Földtani Közlöny 140/1: 53–72.
- Kessler J. Madáreredet és -evolúció új szemszögből nézve. Magyar Tudomány 2010/6: 650–662.
- Kessler, E. 2013. Neogene songbirds (Aves, Passeriformes) faunae from Hungary. Hantkeniana: 37–149. Budapest, 2013
- Kessler, J. (E). 2014. Fossil and subfossil bird remains and faunas from Carpathian Basin. Ornis Hungarica 22 (2): 65–125. Budapest, 2014
- Kessler, J. (E). 2015. Osteological guide of songbirds from Central Europe. Ornis Hungarica 23 (2): 62–155. Budapest, 2015
- Kessler, J. & Hír, J. 2012a. Észak-Magyarország madárvilága a miocénben I. Földtani közlöny 142/1: 67–78. Budapest, 2012
- Kessler, J. & Hír, J. 2012b. Észak-Magyarország madárvilága a miocénben II. Földtani közlöny 141/2: 149–168. Budapest, 2012
- Kessler, E. & Venczel, M 2011: A new passeriform bird from the Middle Miocene of Subpiatră (W-Romania). Nymphaea, Folia naturae Bihariae XXXVIII:17–22 Oradea